# 澤宗家
澤 宗家（さわ むねいえ、生年不詳 - 1180年（治承4年））は、平安時代後期の伊豆国の武士。通称六郎 。

## 人物
『源平盛衰記』『吾妻鏡』『岡崎本』などによると1180年（治承4年）、石橋山の戦いにおいて敗れた頼朝を追う大庭勢に討たれた 。いくつかの資料では最六郎とあり、「さい（最）」を「さわ（澤）」と誤認した可能性が指摘されている 。